# كال ديفيد
كال ديفيد (بالإنجليزية: Kal David)‏ هو كاتب أغاني ومغني أمريكي، ولد في 15 يونيو 1943 في شيكاغو في الولايات المتحدة.

## وصلات خارجية
- كال ديفيد على موقع IMDb (الإنجليزية)
- كال ديفيد على موقع ميوزك برينز (الإنجليزية)
- كال ديفيد على موقع أول ميوزيك (الإنجليزية)
- كال ديفيد على موقع ديسكوغز (الإنجليزية)
- كال ديفيد على موقع قاعدة بيانات الفيلم (الإنجليزية)